# 台湾小蕨藓
台湾小蕨藓（学名：Pireella formosana）为蕨藓科小蕨藓属下的一个种。其种加词“formosana”意为“台湾的”。